# 埃纳河—马恩河运河
埃纳河—马恩河运河（法語：Canal de l'Aisne à la Marne，法語發音：[kanal də lɛn a la maʁn]）是法国东北部的一条运河，连接埃纳河谷和马恩河谷。